# Cryptopimpla genalis
Cryptopimpla genalis là một loài tò vò trong họ Ichneumonidae.